# بالدون (کمون)
بالدون (به فرانسوی: Balledent) یک کمون (فرانسه) در فرانسه است که در اوت-وین واقع شده‌است. بالدون ۱۲٫۲۸ کیلومتر مربع مساحت دارد.